# 埃芒塞
埃芒塞（法語：Émancé，法語發音：[emɑ̃se] ⓘ）是法国中北部法兰西岛大区伊夫林省的一个市镇，属于朗布依埃区。 

## 地理
埃芒塞（48°35'25"N, 1°43'48"E）面积11.99 平方千米，位于法国法蘭西島大區伊夫林省，该省份为法国北部内陆省份，北起瓦兹河谷省，西接厄尔省，西南接厄尔-卢瓦省，东南接埃松省，东临上塞纳省。
与埃芒塞接壤的市镇（或旧市镇、城区）包括：圣伊拉里永、德鲁埃特河畔德鲁、埃克罗讷、埃佩尔农、加兹朗、奥尔凡。

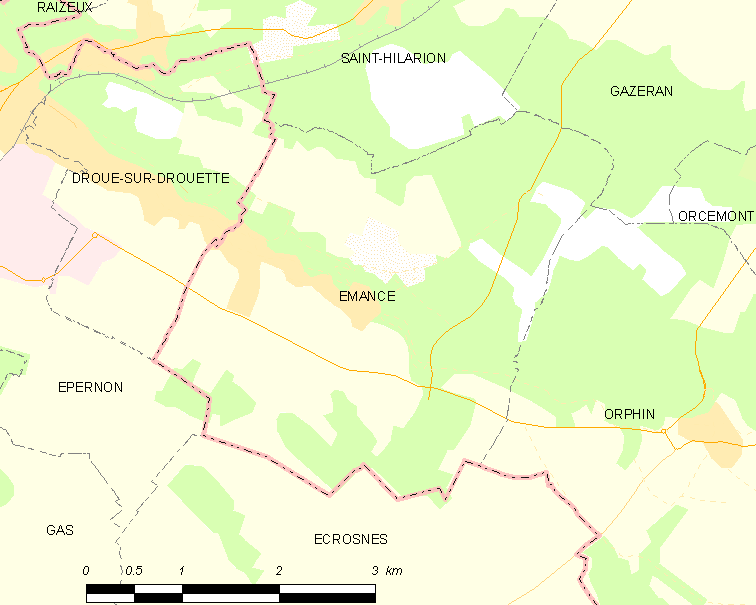
埃芒塞的OSM定位图

埃芒塞的时区为UTC+01:00、UTC+02:00（夏令时）。

## 行政
埃芒塞的邮政编码为78125，INSEE市镇编码为78209。

## 政治
埃芒塞所属的省级选区为朗布依埃县。

## 人口

1962-2008年间埃芒塞人口变化图示

埃芒塞于2022年1月1日时的人口数量为882人。